# Walter Ivan de Azevedo
Walter Ivan de Azevedo (ur. 8 maja 1926 w São Paulo, zm. 28 stycznia 2024 w Manaus) – brazylijski duchowny rzymskokatolicki, w latach 1988-2002 biskup São Gabriel da Cachoeira.

## Życiorys
Święcenia kapłańskie przyjął 8 grudnia 1953. 13 maja 1986 został prekonizowany koadiutorem diecezji São Gabriel da Cachoeira. Sakrę biskupią otrzymał 27 lipca 1986. 27 lutego 1988 objął urząd biskupa diecezjalnego. 23 stycznia 2002 przeszedł na emeryturę.